# Сліпченко Микола Іванович
Сліпченко Микола Іванович — провідний науковий співробітник Інституту сцинтиляційних матеріалів НАН України, за сумісництвом директор освітньо-наукового центру функціональних матеріалів Київського академічного університету НАН України, доктор фізико-математичних наук, професор, лауреат Державної премії України в галузі науки і техніки.
Відомий в Україні та за її межами вчений у галузі матеріалознавства та фізики функціональних матеріалів професор Микола Іванович Сліпченко разом з колегами розробив новий підхід до створення перспективних матеріалів з унікальними фізико-технічними характеристиками. Під його керівництвом здійснено теоретичні та експериментальні дослідження, пов'язані з розробкою ефективних фотовольтаїчних структур різної природи для потреб сонячної енергетики та інших перспективних напівпровідникових сполук для виробництва нових поколінь функціональних матеріалів з прогнозованими фізико-технічними характеристиками. Результати наукових досліджень професора інтегровані в низку міжнародних науково-технічних проєктів.

## Біографія
Народився 29 серпня 1956 р. у м. Охтирка Сумської області.
У 1978 р. закінчив Харківський інститут радіоелектроніки за спеціальністю «Конструювання та технологія ЕОА».
З 1983 до 2018 рр. працював у Харківському національному університеті радіоелектроніки.
У 1998 р. захистив дисертацію на здобуття ступеня кандидата технічних наук, а у 2008 р. — докторську з фізико-математичних наук за спеціальністю: «01.04.01 — фізика приладів, елементів і систем».
З 1999 до 2018 рр. обіймав посаду проректора з наукової роботи Харківського національного університету радіоелектроніки та водночас професора кафедри за сумісництвом.
У 2005 р. отримав звання професора кафедри мікроелектроніки, електронних приладів та пристроїв.
У 2018 р. перейшов на посаду провідного наукового співробітника Інституту сцинтиляційних матеріалів НАН України.
Із грудня 2019 р. за сумісництвом є директором освітньо-наукового центру функціональних матеріалів Київського академічного університету НАН України.

## Наукова діяльність
Ще в 1990-х рр. були розвинуті теоретичні основи формування силіцидів, ді- та моносиліцидів тугоплавких матеріалів, нові технології формування напівпровідникових елементів із застосуванням фотонних методів, які знайшли широке практичне застосування у технологіях спеціального призначення. З початку 2000-х рр. наукова робота професора М. І. Сліпченка спільно з колегами пов'язана з розробкою математичного апарату НВЧ діагностики швидкоплинних процесів у напівпровідникових структурах та діелектриках, технічних та апаратних засобів ближньополювої НВЧ діагностики матеріалів та середовищ на базі резонаторних методів з використанням зондів з коаксіальною мікроапаратурою, як «інструментарію» для отримання вимірювальної інформації щодо структури та характеристик синтезованих функціональних матеріалів.
Професор М. І. Сліпченко є автором понад 500 наукових праць, з котрих 12 монографій, близько 350 наукових статей та матеріалів конференцій в закордонних та вітчизняних фахових виданнях, 74 авторських свідоцтв та патентів. За його редакцією та у співавторстві видано 9 навчальних посібників. Протягом 2005—2018 рр. М. І. Сліпченко був науковим керівником 6 науково-технічних проєктів у рамках міжнародних науково-технічних програм та проєктів. Підготував 12 кандидатів наук. Наукові дослідження, які проводить М. І. Сліпченко, тісно інтегровані у ряд міжнародних науково-технічних проєктів. Він є багаторазовим учасником різноманітних міжнародних науково-технічних конференцій і виставок. Починаючи з 2007 р., щорічно демонструє результати науково-дослідних робіт на міжнародних виставках.
Микола Іванович здійснює активну науково-організаційну роботу. З 2006 до 2016 рр. був членом бюро Ради проректорів з наукової роботи України. Працює у двох спеціалізованих радах рідного університету із захисту докторських дисертацій. У 2008—2010 рр. очолював експертну раду з електроніки та енергетики ДАК України. Долучився до організації 6 Міжнародних радіоелектронних форумів, 20 міжнародних форумів «Радіоелектроніка та молодь у ХХІ сторіччі», а також започаткував і є одним з організаторів Міжнародної наукової конференції «Функціональна база наноелектроніки».
За особистий внесок у підготовку висококваліфікованих фахівців, плідну науково-педагогічну діяльність професор М. І. Сліпченко нагороджений Грамотою Верховної Ради України, почесними грамотами МОН України та нагрудним знаком МОН України «За наукові досягнення». У складі авторського колективу відзначений Державною премією України в галузі науки та техніки за роботу «Проблемно-орієнтовані обчислювальні засоби обробки інформації в реальному часі» (2013 р.).